# Vaalharts Water
Vaalharts Water ist die Bezeichnung eines  öffentlich kontrollierten Bewässerungssystems (englisch: Vaalharts Water Supply Scheme) in Südafrika und das größte seiner Art im Land. Es besteht aus Stauseen, Be- und Entwässerungskanälen sowie Heberanlagen und erstreckt sich mit seinen Anlagen auf landwirtschaftlich genutzten Flächen der Provinzen Northern Cape und North West. An den Punkten seiner weitesten Ausdehnung be- und entwässert Vaalharts Water Agrargebiete im Umfeld der Städte Taung, Delportshoop und Barkly West.

## Management
Die Vaalharts Water User Association (VHWUA) ist seit 2002 für den Betrieb, die Verwaltung und Wartung der wasserwirtschaftlichen Anlagen verantwortlich, die ihr von dem früheren Betreiber, der südafrikanischen Regierung, übertragen wurden. Hinzu kamen die Anlagen von Vryburg Water Works. Ausgenommen davon sind jedoch private, kleinere Stauanlagen auf Farmgrundstücken, die in der Regie des jeweiligen Farmbetreibers liegen. In der Region von Taung ist die Landwirtschaftsbehörde (Department of Agriculture) der Provinz North West für die Bewässerung des hiervon betroffenen Farmlands zuständig. Von den angeschlossenen Farmbetrieben wird das Wasser überwiegend zur Beregnung der landwirtschaftlichen Nutzflächen eingesetzt.
Durch das Department of Water Affairs and Forestry (Ministerium für Wasser und Forsten) wurde am 18. Mai 2001 mit der Proclamation 421 in der Government Gazette Nr. 22281 die Einrichtung des Versorgungsgebietes und der Name der Vaalharts Water User Association (deutsch etwa: Vaalharts-Wassernutzergemeinschaft) sowie deren Zuständigkeit auf der Basis des National Water Act (Act No. 36 / 1998) definiert. Vaalharts Water wurde zugleich dem nationalen Water Management Area Nr. 10 zugeordnet. Am 1. April 2002 nahm die Vaalharts Water User Association ihre Tätigkeit auf.
Die staatliche Aufsicht ist im nationalen Department of Water Affairs (deutsch etwa: Ministerium für Wasser) verankert. Der Verwaltungssitz des Betreibers befindet sich in der Stadt Jan Kempdorp.

## Klima der Region
Das Klima der Region ist semiarid. Die Sommer sind sehr warm und die Winter kalt. Starke Fröste setzen Mitte Mai ein und treten bis Ende Juli auf. Jährlich kann es starken Frost an 23 bis 32 Tagen geben. Regenfälle ereignen sich überwiegend im Sommer und erbringen eine durchschnittliche jährliche Niederschlagsmenge von 477 mm (Messstation Jan Kempdorp) oder 450 mm (Messstation Taung). Die Hauptwindrichtung ist Nordnordwest mit einer häufigen Geschwindigkeit zwischen 3,5 und 5,6 m/s.

## Überblick
Insgesamt besteht das Kanalsystem aus 1.176 Kilometern mit durch Betonplatten verkleideten Kanalverläufen, wodurch etwa 1.250 Farmeinheiten in einer Größe zwischen 25 und 75 Hektar ihre Wasserversorgung erhalten. Die großen natürlichen Wasserläufe, mit denen das Bewässerungssystem in Verbindung steht, sind die Flüsse Vaal, Harts River und Dry Harts.
Die auf diese Weise mit einer Wasserzuführung zugängliche Gesamtfläche umfasst insgesamt 35.302 ha, davon 31.732 ha in der Provinz Northern Cape und 3.570 ha in der North West-Provinz. Eine zusätzliche Fläche von 2.854 ha wird zur Verfügung stehen, wenn der Nordkanal vollständig saniert sein wird.
Das Bewässerungssystem wird (Stand 2009) in vier Abschnitten betrieben. Das sind:
- Vaalharts

Versorgungspotenzial 29.181 ha, 100 km Hauptkanal, 180 km Zubringerkanäle, 540 km Regionalkanäle (Community canals), 300 km Entwässerungskanäle
- Klipdam / Barkley West Canals

Versorgungspotenzial 2.396,7 ha, 320 km Kanäle
- Hartsrivier / Spitskop Dam

Versorgungspotenzial 1.663 ha, 55 km Flusslauf unterhalb des Dams
- Taung scheme / Taung Dam

Versorgungspotenzial 6.424 ha, gegenwärtig nur 3.759 ha bewässert
Das vom Vaalharts-Bewässerungssystem begünstigte geographische Gebiet liegt in den Lokalgemeinden Dikgatlong, Magareng und Phokwane des Distrikts Frances Baard, im ehemaligen Frances Baard District Municipal Area (DMA) in der Provinz Northern Cape sowie in der Lokalgemeinde Greater Taung des Distrikts Dr Ruth Segomotsi Mompati in der Provinz North West.

## Wasserstauanlagen im Vaalharts-System

### Vaalharts Weir
Das Kernstück der ausgedehnten Anlagen bildet das Vaalharts-Wehr (früher Knoppiesfontein Dam), ein Ableitungswehr am Unterlauf des Vaal unweit der Kleinstadt Warrenton. Der Wasserzulauf des hier aufgestauten Vaal-Wasserspiegels wird über die Abflussmenge des Bloemhof-Stausees beeinflusst. Vom Vaalharts-Wehr zweigt seitlich und am nördlichen Ufer des Vaals der Hauptkanal (Main Canal) ab, der sich wenige Kilometer danach in den Klipdam-Barkly-Kanal (Klipdam Barkly Canal) und Nordkanal (North Canal) verzweigt. Letzterer gibt Wasser in den von ihm abzweigenden Westkanal (West Canal) ab.
Das Vaalharts-Wehr befindet sich etwa 13 Kilometer stromabwärts von Christiana. Der Hauptzweck der Wehranlage besteht in der Ableitung von Wasser für landwirtschaftliche Bewässerungsflächen. Zusätzlich, aber in geringerem Maße, wird hierbei Wasser für häusliche und industrielle Abnehmer in den Städten Vryburg, Hartswater, Jan Kempdorp, Warrenton, Windsorton, Klipdam, Barkly West und Delportshoop zur Verfügung gestellt. Die genannten Ortschaften liegen im Einzugsbereich des Bewässerungssystems, nur Vryburg befindet sich 52 Kilometer nördlich davon.
Das Wehr wurde 1938 erbaut und staute damals das Wasser auf eine Höhe von 4 Metern an. Es besitzt drei Steinschütze (Stoney sluices), die vor späteren baulichen Erweiterungen eine Dimension von 8 × 6 m hatten und die elektrisch oder manuell bedient wurden, sowie drei 3 × 2,7 m handbetriebene Segmentwehre (radial gates). Mit den Umbauten der Wehranlage im Jahre 1967 und der damit verbundenen Erweiterung der Stauhöhe von 1,27 Meter sowie dem Einbau von Fischbauchklappen am Hochwasserüberlauf vergrößerte sich das Stauvolumen. Dadurch stehen maximal 48,7 Millionen Kubikmeter Wasser des Vaals zur Verfügung.

### Taung Dam
Der Taung-Stausee (27° 31′ 17,9″ S, 24° 51′ 8,61″ O) erhält sein Wasser durch den Harts River und kann 56 Millionen Kubikmeter Wasser aufstauen. Das Bauwerk wurde zwischen 1982 und 1984 errichtet, jedoch erst 1994 endgültig fertiggestellt. Es dient der Bewässerung in der Landwirtschaft und der kommunalen Wasserversorgung.

### Spitskop Dam
Der Spitskop-Stausee (28° 6′ 46,47″ S, 24° 30′ 58,71″ O) befindet sich im Harts River und verfügt über eine maximale Staukapazität von 58 Millionen Kubikmeter Wasser. Das Bauwerk wurde zwischen 1967 und 1968 errichtet und gab den Anlass zur Gründung des Spitskop Government Water Scheme.

## Geschichte des Bewässerungssystems

### Vorgeschichte

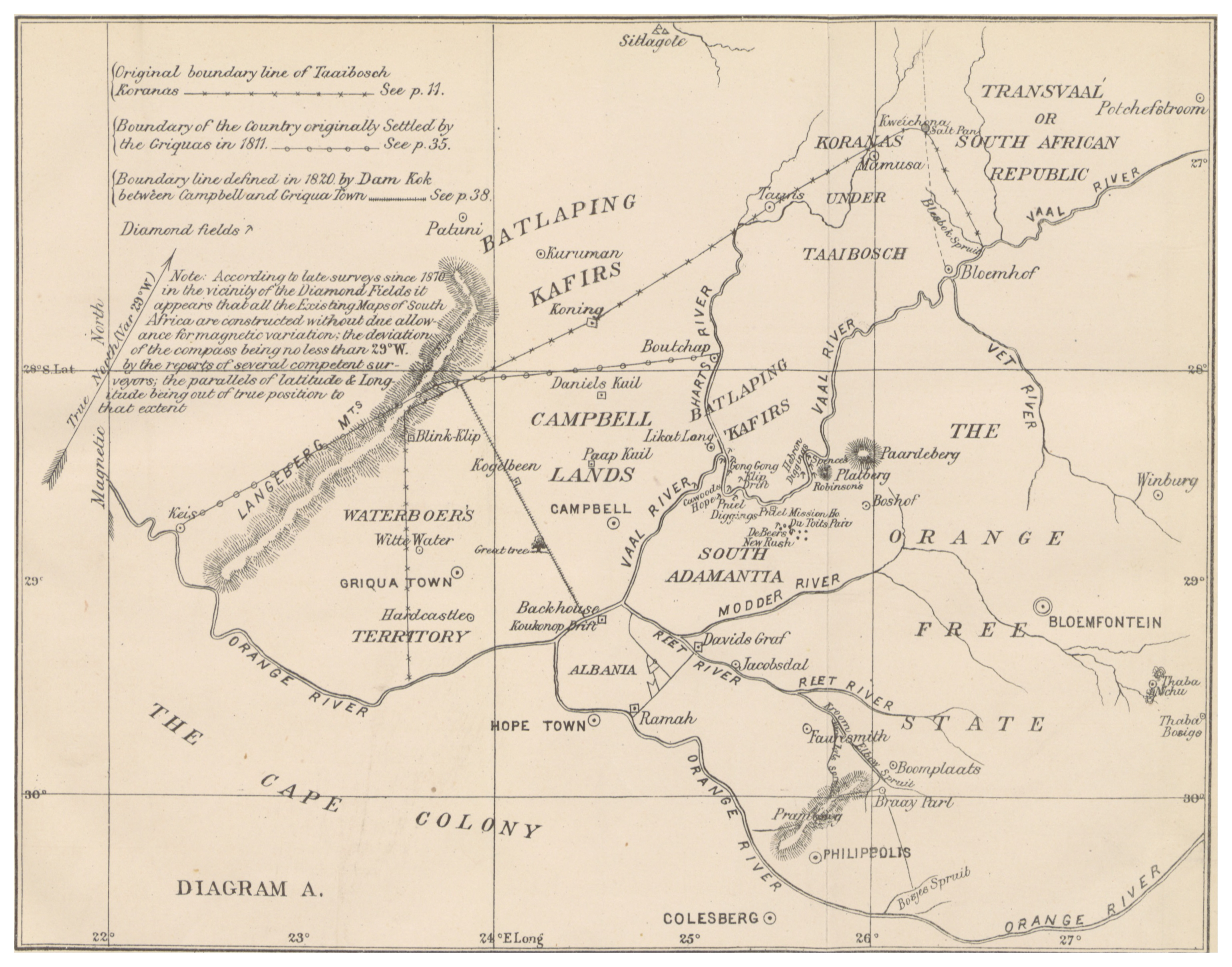
Karte der weiteren Region um 1871

Die Landschaften im Gebiet des heutigen Vaalharts-Bewässerungssystems wurden erstmals durch den Hauptvermessungsingenieur Francis Henry Samuel Orpen nach der 1871 erfolgten Annexion des zu Griqualand West zugeschlagenen Areals als Besiedlungsgebiet vorgeschlagen. Er fand heraus, dass das Flussbett des Harts River tiefer gelegen sei, als das des Vaals. In der natürlichen Geländesituation sah er eine ideale Voraussetzung dafür, ein Bewässerungssystem im Gebiet zwischen beiden Flüssen durch Kanäle zu schaffen. Er notierte am 22. Dezember 1875 folgenden Vorschlag:

„It is possible, by taking out the water of the Vaal River near Fourteen Streams, to irrigate about half a million of acres in the Harts River Valley.“

„Es ist durch Wasserentnahme aus dem Vaal unweit von Fourteen Streams möglich, über eine halbe Million Acres im Tal des Harts River zu bewässern.“

Der Politiker John X. Merriman schlug 1882 im Parlament der Kapkolonie vor, eine Kommission zur Planung von Bewässerungssystemen, auch im Landstrich zwischen Vaal und Harts River, einzusetzen. Das würde seiner Meinung nach hier die „Wüste in einen Garten verwandeln“. Sein Vorstoß beruhte auf den Arbeiten des Wasserbauingenieurs John Gamble. Geldmangel verhinderte jedoch weitere Aktivitäten. Auch Cecil John Rhodes setzte sich nachdrücklich für die vorgeschlagenen Bewässerungsanlagen ein (damals Harts River Valley Irrigation Scheme genannt).
Das Vaalharts-Bewässerungsprojekt gewann nach dem Ersten Weltkrieg erneut an Interesse, als die damalige südafrikanische Regierung an rückgekehrte Soldaten nutzbares Land vergeben wollte. In diesem Zusammenhang wurde 1925 durch die Bewässerungsbehörde erstmals eine großflächige Untersuchung des Gebietes in die Wege geleitet. Dazu erfolgten Erkundungsbohrungen, um detaillierte Kenntnisse über das Bodenprofil zu erhalten. In den Jahren 1926 und 1927 unternahm die Behörde weitere Untersuchungen und Planungen, die sich bis in die Nähe von Taung erstreckten. Die South African Air Force betrieb mit Flugzeugen Geländeerkundungen aus der Luft.

### Bauverlauf
Die Auswirkungen der Weltwirtschaftskrise hatten die Regierung der Südafrikanischen Union veranlasst, größere Infrastrukturprojekte zur Arbeitsbeschaffung für die „weiße“ Bevölkerung zu beginnen. Dazu zählte auch das konkurrierende Projekt des Vaal-Staudamms bei Vereeniging, das von der damaligen Behörde Rand Water Board für die Wasserversorgung des expandierenden Ballungsraumes Johannesburg vorgesehen war. Aus Verhandlungen mit Rand Water ging die Festlegung hervor, dass innerhalb des Wassermanagements am Vaal-Staudamm auch Kapazitäten für ein 57 Kilometer stromabwärts liegendes Ableitungswehr am Unterlauf des Vaals verbleiben sollen.
Ursprünglich erfolgten Planungen für einen Staudamm am Vaal nahe der Stadt Christiana, um von dort aus die Bewässerung in Gang zu setzen. Der konkrete Beginn des umfangreichen Vaalharts-Systems erfolgte dann 1933, als eine Planungsgruppe Sondierungsarbeiten im Bereich der Farm Andalusia unternahm. Es wurde dabei nach geeigneten Standorten für Arbeiterunterkünfte, Büros und Lagerflächen gesucht. Mangelnde Regenfälle und die nachfolgend einsetzende Dürre verstärkten den politischen Willen zur Inangriffnahme dieses Großprojekts.
Im Jahr 1934 begannen die Geländearbeiten am künftigen Vaalharts-Wehr und seinem Hauptkanal, aber auch am konkurrierenden Vaal-Staudamm. Die politischen Prämissen der Regierung sahen zu Beginn des Projekts vor, dass dabei nur „weiße“ Arbeiter, unverheiratet und im Alter zwischen 18 und 45 Jahren in guter gesundheitlicher Verfassung, beschäftigt werden sollten. Später lockerten sich die strengen Regelungen zugunsten verheirateter Männer und sogar für „schwarze“ und „farbige“ Arbeitssuchende. Der Arbeitslohn für „weiße“ Arbeiter betrug 2 Schillinge pro Tag. Zur Erholung der Arbeiter gab es verschiedene Freizeitanlagen. Dazu zählten u. a. ein Schwimmbecken, ein Rugby- und Tennisfeld sowie eine Kinoanlage. Für die Gesundheitsversorgung existierten medizinische Feldstationen eingerichtet. Hier nicht behandelbare Fälle wurden in das Krankenhaus von Kimberley gebracht. Gegen den Ausbruch von Diphtherie- und Typhuserkrankungen kamen Massenimpfungen zum Einsatz.
Die Männer arbeiteten in Gruppen mit einer Größe zwischen 10 und 20 Personen und waren so in Sektionen auf einer Linie von 80 Kilometern im Gelände verteilt. Ein jeweiliger Sektionsingenieur leitete die Arbeiten und kontrollierte deren Verlauf. Der Chefingenieur im Hauptquartier trug die technische Gesamtverantwortung. Es gab vier Sektionen, jeweils mit einem Camp und der dazugehörenden Versorgungsinfrastruktur. Sektion 1 befand sich am Wehr bei Fourteen Streams Station (Vertien Strome), einer Eisenbahnstation mit Streckenabzweigung, die nach der Zergliederung des Vaals in mehrere Flussarme benannt worden war. Die zweite Sektion hatte ihren Standort bei Warrenton und die dritte Sektion lag in der Nähe des Projekthauptquartiers bei Border Station. Dieser Standort wurde später entlang der projektierten Kanallinie verlegt und Jan Kempdorp Station genannt. Erst später entstand Sektion 4 in der Nähe des Ortes Pokwani. In diesem Abschnitt mussten zwei Tunnel für den Kanal gebaut werden.
Der Nord- und der Westkanal bildeten den Schwerpunkt der ersten Arbeiten. Die Flutung der ersten Teilabschnitte erfolgte am 15. Dezember 1936. Zum Bau von Kanalverzweigungen begannen die Arbeiten im Jahre 1937. Wegen der Auswirkungen des Zweiten Weltkriegs konnten sie erst 1946 abgeschlossen werden. Mit allen Verzweigungen erstreckte sich das Kanalsystem nun auf einer Gesamtlänge von 800 Kilometern. Die Innenseiten der Kanäle wurden mit Beton abgedichtet. Weitere etwa 300 Kilometer im Kanalsystem sind später gebaut worden. Zur Entlastung des Vaal-Stausees wurde ab den späten 1960er Jahren der Bloemhof-Stausee errichtet.

### Besiedlung und Agrarstruktur
Zur Gewinnung weiterer Kenntnisse über die Bodenarten und zur Vermeidung von Fehlentwicklung in den Kulturen in der Aufbauphase der Farmen wurde 1935 in Vaalharts eine landwirtschaftliche Forschungsstation errichtet. Die ersten Farmer pflanzten überwiegend Luzerne, Erdnüsse, Kartoffeln, Getreide und Gemüse an. Später kamen Baumwolle, Pekannüsse, Oliven, Weintrauben, Aprikosen, Zitrusfrüchte, Wassermelonen und Pfirsiche hinzu. Im Jahre 1938 standen die ersten 80 Farmgrundstücke zum Bezug für Siedler zur Verfügung. Die Auswahl unter den Bewerbern traf ein eigens dafür geschaffenes Komitee. Im Jahr 1940 hatten sich schon 304 Siedler im Gebiet des Vaalharts-Bewässerungssystems niedergelassen.
Durch den Ausbau des Taung irrigation scheme zwischen 1978 und 1979 förderten die südafrikanischen Behörden zusammen mit der Verwaltung des Homelands Bophuthatswana die Entwicklung der landwirtschaftlichen Erwerbsstruktur in der Region um Taung. Es war ein Investitionsobjekt von Agricor, einer 1978 geschaffenen öffentlichen Entwicklungsagentur dieses Homelands, im Rahmen der Temisano Development Programme. Die Landwirtschaft bei Taung konzentrierte sich zum damaligen Zeitpunkt auf den Anbau von Weizen, Erdnüsse, Mais und Baumwolle. Das Bewässerungssystem von Taung erhielt 1983 etwa 20 Prozent Zufluss von Vaalharts Water.

## Verkehrsinfrastruktur

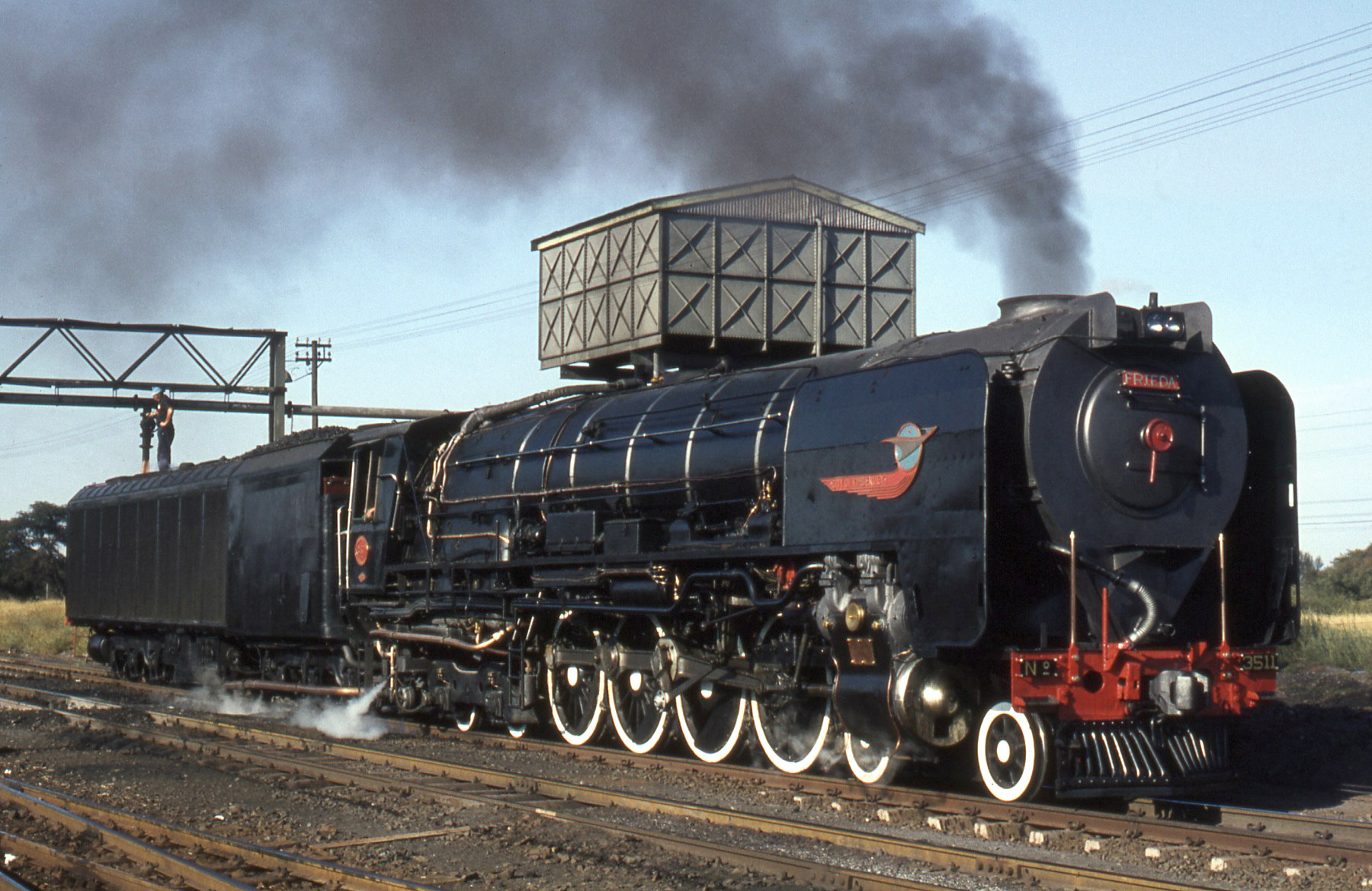
Dampflokomotive in Hartswater

Von Warrenton über Jan Kempdorp, Hartswater, Taung und weiter nach Vryburg in Richtung Mafikeng verlaufen in Nord-Süd-Richtung die Nationalstraße N18 sowie eine Eisenbahnstrecke. Straße und Eisenbahn haben Verzweigungen in bzw. bei Warrenton. Eine querlaufende Straßenverbindung besteht durch die Regionalstraße R708 von Christiana nach Jan Kempdorp und von dort die R370 in südwestliche Richtung nach Delportshoop. Hier quert diese Regionalstraße die von Kimberley über Barkly West weiter nach Kuruman verlaufende R31.
Die ebenfalls aus Kimberley heranführende Nationalstraße N12 wendet sich in Warrenton im Tal des Vaals nach Nordosten in Richtung Christiana und erstreckt sich danach weiter auf den Ballungsraum Johannesburg zu.

## Tourismus
In der von Landwirtschaft geprägten Region entwickelte sich eine spezifische Form des Tourismus, dessen Angebote sich auf den hier betriebenen Früchteanbau und die damit verbundene Nahrungsgüterherstellung konzentrieren. Flankierend hierzu gibt es Pferdesport, Wasservogelbeobachtungen und landschaftliche Erlebnisse an den Ufern des Harts River. Zentren dieses sanften Tourismus sind die Ortschaften Jan Kempdorp und Hartswater.

## Weiterführende Literatur
- South Africa. Department of Water Affairs: Supplementary Report on the Proposed Lower Vaal River Government Water Scheme (Raising of the Douglas Weir), 1974–1975, prepared in terms of section 58 of the Water Act, 1956 (Act 54 of 1956) = Aanvullende Verslag oor die Voorgestelde Benede-Vaalrivier-Staatswaterskema (Verhoging van die Douglas-Stuwal), 1974–1975, opgestel ingevolge artikel 58 van die Waterwet, 1956 (Wet 54 van 1956). Pretoria, Government Printer, [1974][22]